# Ортак (Акмолинская область)
Ортак (каз. Ортақ) — село в Зерендинском районе Акмолинской области Казахстана. Административный центр Ортакского сельского округа. Код КАТО — 115652100.

## География
Село расположено на северо-востоке района в 82 км на северо-восток от центра района села Зеренда.

### Улицы[2]
- ул. Ардагерлер,
- ул. Батыр,
- ул. Жана,
- ул. Мектеп,
- ул. Орталык.

### Ближайшие населённые пункты
- село Аймак в 13 км на юго-востоке,
- село Жамбыл в 15 км на западе,
- село Терновка в 15 км на севере,
- село Караагаш в 19 км на северо-востоке,
- село Кызылтан в 19 км на юго-западе.

## Население
В 1989 году население села составляло 922 человек (из них казахов 100%).
В 1999 году население села составляло 708 человек (355 мужчин и 353 женщины). По данным переписи 2009 года в селе проживало 485 человек (256 мужчин и 229 женщин).
| Численность населения | Численность населения | Численность населения |
| 1989                  | 1999                  | 2009                  |
| --------------------- | --------------------- | --------------------- |
| 922                   | ↘708                  | ↘485                  |

## Известные жители и уроженцы
В этом селе родился и вырос наш современник, известный Казахстанский поэт, писатель, журналист, общественный деятель Алмас, Темирбай Кажыбайулы.